# Claude Burdin
Pour les articles homonymes, voir Burdin.
Cet article possède un paronyme, voir Claude Bourdin.
Claude Burdin, 19 mars 1788 à Lépin-le-Lac (duché de Savoie) et mort le 12 novembre 1873 à Clermont-Ferrand (France), est un ingénieur des Mines d'origine savoyarde, naturalisé français le 4 juin 1817.

## Biographie
Il fait partie de la promotion X1807 de l'École polytechnique et de l'École pratique des mines du Mont-Blanc, à Peisey-Nancroix où avait été déplacée l'École nationale supérieure des mines de Paris entre 1804 et 1814, et devient professeur de l'École des mineurs de Saint-Étienne (devenue l'École nationale supérieure des mines de Saint-Étienne). Il a effectué l'essentiel de sa carrière d'ingénieur à Clermont-Ferrand.
Travaillant sur le moulin à godets, il est le promoteur et le créateur de la première turbine, invention qui fut perfectionnée par son élève à Saint-Étienne, Benoît Fourneyron. Cette turbine – à axe vertical – fut installée en 1825 dans un moulin situé à Pontgibaud ; elle avait un rendement énergétique de 67 %.
Il devient membre correspondant de l'Académie de Savoie le 4 juillet 1834 et de l'Académie des sciences en 1842.

### Sources et références
- (en) Bryan H. Bunch, Alexander Hellemans, The history of science and technology : a browser's guide to the great discoveries, inventions, and the people who made them, from the dawn of time to today, Houghton Mifflin Harcourt, 2004 (ISBN 978-0-6182-2123-3), p. 325.